# W stronę słońca (film 2007)
W stronę słońca (ang. Sunshine) – thriller science-fiction z 2007 roku w reżyserii Danny’ego Boyle’a.

## Fabuła
Załoga statku kosmicznego podróżuje w kierunku Słońca, w nadziei, że uda im się przywrócić dawną aktywność słabiej świecącej gwieździe. Natrafiają na poprzedni statek, który wyruszył z tą misją. Okazuje się, że nie jest on kompletnie porzucony.

## Obsada
- Rose Byrne – Cassie
- Cliff Curtis – Searle
- Chris Evans – Mace
- Troy Garity – Harvey
- Cillian Murphy – Capa
- Michelle Yeoh – Corazon
- Hiroyuki Sanada – Kaneda
- Benedict Wong – Trey
- Mark Strong – Pinbacker

## Odbiór
Film spotkał się z pozytywną reakcją krytyków. W serwisie Rotten Tomatoes 76% z 68 recenzji filmu jest pozytywne (średnia ocen wyniosła 6,8 na 10). Na portalu Metacritic średnia ocen z 34 recenzji wyniosła 64 punktów na 100.